# Folkmar (arcybiskup Kolonii)
Folkmar (zm. 19 lipca 969) – arcybiskup Kolonii w latach 965/6-969.
Był synem Fryderyka II, hrabia Harzgau, i jego żony Bii. Zanim został wyniesiony do godności arcybiskupa Kolonii był kanonikiem w Hildesheim i Kolonii oraz proboszczem w Bonn.